# Senigallia
Pour les articles homonymes, voir Sinigaglia.
Senigallia (ou Sinigaglia) est une ville italienne d'environ 44 267 habitants, située dans la province d'Ancône, dans la région Marches, en Italie centrale.

## Toponymie
Senigallia, nom d'origine latine, est constitué de deux éléments :
- Seni qui est une déformation (abréviation) du nom des Sénons, en latin Senones ;
- Gallia qui signifie « Gaule ».

Senigallia signifie littéralement « Sénons de Gaule » : c'est une référence aux migrations gauloises en Italie au IVe siècle av. J.-C., migrations dont l'épisode le plus célèbre est la prise de Rome par le chef sénon Brennus en -390 et qui aboutissent à la constitution dans le Nord de la péninsule de ce que les Romains appellent ensuite Gaule cisalpine (Gaule de ce côté-ci des Alpes).
Plusieurs tribus gauloises ont eu le nom de Sénons (mot qui, étymologiquement, signifie « Anciens »). Les plus connus sont, en Gaule transalpine, les Sénons de la région d'Agedincum (aujourd'hui Sens, dans le département de l'Yonne).
Jusqu'au XIXe siècle, le nom de la ville s'écrivait en italien Sinigaglia (notamment chez Machiavel).

## Géographie
Il se trouve sur la côte médio-adriatique à l’embouchure du fleuve Misa entre Ancône, à environ 35 km vers le Sud, et Pesaro, à 30 km vers le Nord.
Son territoire est principalement plat, mais entouré de collines en pente douce vers la mer. Le centre historique suit le schéma urbanistique de la ville romaine ayant été fondée sur une colline au sud de la rivière Misa.
Son panorama est particulier depuis la rive : contrairement à d’autres localités de l’Adriatique, avec un littoral rectiligne, de Senigallia le panorama est constitué par le golfe d'Ancône.

### Climat
En hiver, le climat est froid et humide (moyenne de 4,6 % en janvier), en été, il est chaud et étouffant (moyenne d’août : 24,1). Les précipitations moyennes sont de 797 mm au printemps et en automne, mais plus probable en janvier et février. Les événements avec des chutes de neige sont soit absents soit réduites habituellement à 3-5 jours par an, et les épaisseurs du manteau neigeux au sol sont généralement de moins de 20 cm.
« La città di Sinigaglia da questa radice de' monti si discosta poco più che il tirare d'uno arco, e da la marina è distante meno d'uno miglio. A canto a questa corre un picciolo fiume, che le bagna quella parte delle mura che in verso Fano riguardano. La strada per tanto che propinqua a Sinigaglia arriva, viene per buono spazio di cammino lungo e monti, e giunta a el fiume che passa lungo Sinigaglia, si volta in su la man sinistra lungo la riva di quello; tanto che, andato per spazio d'una arcata, arriva a un ponte el quale passa quel fiume e quasi attesta con la porta ch'entra in Sinigaglia, non per retta linea ma transversalmente. Avanti a la porta è un borgo di case con una piazza, davanti alla quale l'argine del fiume da l'uno de' lati fa spalle. »
— Nicolas Machiavel, Descrizione del modo tenuto dal Duca Valentino nello ammazzare Vitellozzo Vitelli, Oliverotto da Fermo, il Signor Pagolo e il duca di Gravina Orsini).
        
« La ville de Sinigaglia s’écarte de la racine des montagnes d'à peine plus que le tir d’un arc, et de la marine, elle est à moins d’un mille. 
À ses côtés, court un petit fleuve qui lui mouille cette partie des murs qui regarde vers Fano. 

La route qui mène arrive à Sinigaglia qui vient après un bon espace d’une longue marche et de montagnes, et atteint le fleuve qui lui passe tout du long et se tourne vers le haut de la main gauche le long de la rive; si bien que, en allant plus avant, l’espace d’une arcade, nous arrivons à un pont qui passe ce fleuve où une porte atteste que nous entrons dans la Ville, non par ligne droite mais transversalement. En avant de la porte se trouve un village de maisons avec une place, devant laquelle la rive du fleuve de l’un des côtés nous fait dos. »

## Histoire

### Senigallia, ville gauloise
Senigallia a été fondée entre 389 et 383 av. J.-C., par la tribu gauloise des Sénons qui s’étaient installés dans le nord des Marches jusqu’à la vallée du fleuve Esino, dans l’actuelle province d’Ancône : probablement le choix, fait selon la légende par le chef de la tribu Brennus, a été dicté par la présence d’une basse colline face à la mer et dominant le gué existant.
De là, appelée la « capitale » des Gaulois en Italie. À Sa tête, Brennus, s’avança contre Rome en vainquant ses armées et en se retirant seulement après le paiement d’un lourd tribut.

### Senigallia, ville romaine
Après la bataille de Sentinum (295 av. J.-C.), les Romains eurent le contrôle définitif sur les régions de la Campanie, de l'Étrurie, de l'Ombrie et précisément sur le territoire entre le fleuve Esino et Ariminum (Rimini) peuplé par les Gaulois Sénons qui fut appelé à partir de ce moment Ager Gallicus.
En 284 av J.-C., sous la pression du consul Manius Curius Dentatus (qui a battu Pyrrhus à Benévent), les Romains instituèrent la colonie romaine de Sena Gallica, la première sur l’Adriatique, à la place de ce qui était la « capitale » des Gaulois en Italie, pour la distinguer de l’autre colonie Sena (aujourd'hui Sienne) située en Étrurie, l’actuelle Toscane.
En 207 av. J.-C., la ville fut le point de départ des troupes romaines qui frappèrent durement les Carthaginois sur les rives du fleuve Metauro en vainquant Hasdrubal Barca, le frère d’Hannibal, qui venait à son aide.
Dans la réorganisation Régions de l’Italie d'Auguste, Sena Gallica fait partie avec l’Ager Gallicus de la Regio VI Umbria.
On ne signale pas d’autres faits particuliers pendant l’époque républicaine et impériale pour la ville.

Gaule Cisalpine.

La ville fut pillée par les Wisigoths d’Alaric Ier en 400, quelques années avant qu'ils prennent Rome elle-même (sac de Rome, 410). 
Après la chute de l'Empire romain d'Occident (476), elle passe sous le contrôle d'Odoacre, puis, en 493, du royaume ostrogoth.

### Période byzantine (551-750)
En 551, la bataille de Sena Gallica, bataille navale qui a lieu sous le règne de Justinien pendant la guerre entre les Byzantins de l'Empire romain d’Orient et les Goths, s’est déroulée de l’autre côté des eaux[pas clair].
Après l’invasion de l'Italie par les Lombards en 568, la ville resta sous domination byzantine au sein de l’exarchat de Ravenne, constituant avec Ancône, Fanum Fortunae (Fano), Pisaurum (Pesaro) et Ariminum (Rimini) la Pentapole byzantine et en suivant tous les événements historiques jusqu’à l'intégration vers 750 de la Pentapole dans les États pontificaux, créés par le roi franc Pépin le Bref.

### Période des États pontificaux
Alors que le diocèse et l’évêché sont institués depuis longtemps[Quand ?], la ville connut un développement économique notable, qui vit l’institution de la foire de la Maddalena au XIIIe siècle.
Senigallia se heurta aux villes voisines, en particulier Fano, Jesi et Ancône à cause des luttes entre les Guelfes (partisans du pape) et les Gibelins (partisans de l'empereur) en Italie.

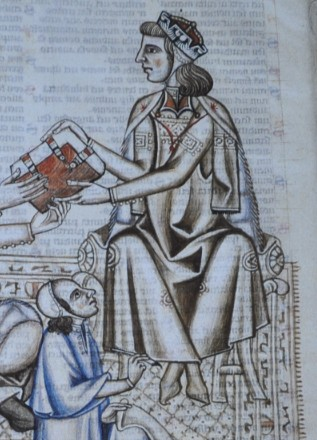
Manfred Ier de Sicile.

Dans la deuxième moitié du XIIIe siècle, Senigallia fut conquise et en grande partie détruite par les troupes de Manfred Ier de Sicile, qui en firent abattre les murs.
Pour aggraver la situation, une vieille saline au sud de la ville fut abandonnée à elle-même, et la ville dut supporter un marécage malsain et insalubre. Ces événements réduisirent la ville à un peu plus d’un bourg perché autour d’une ancienne forteresse édifiée sur les restes d’une ancienne tour de guet romaine.

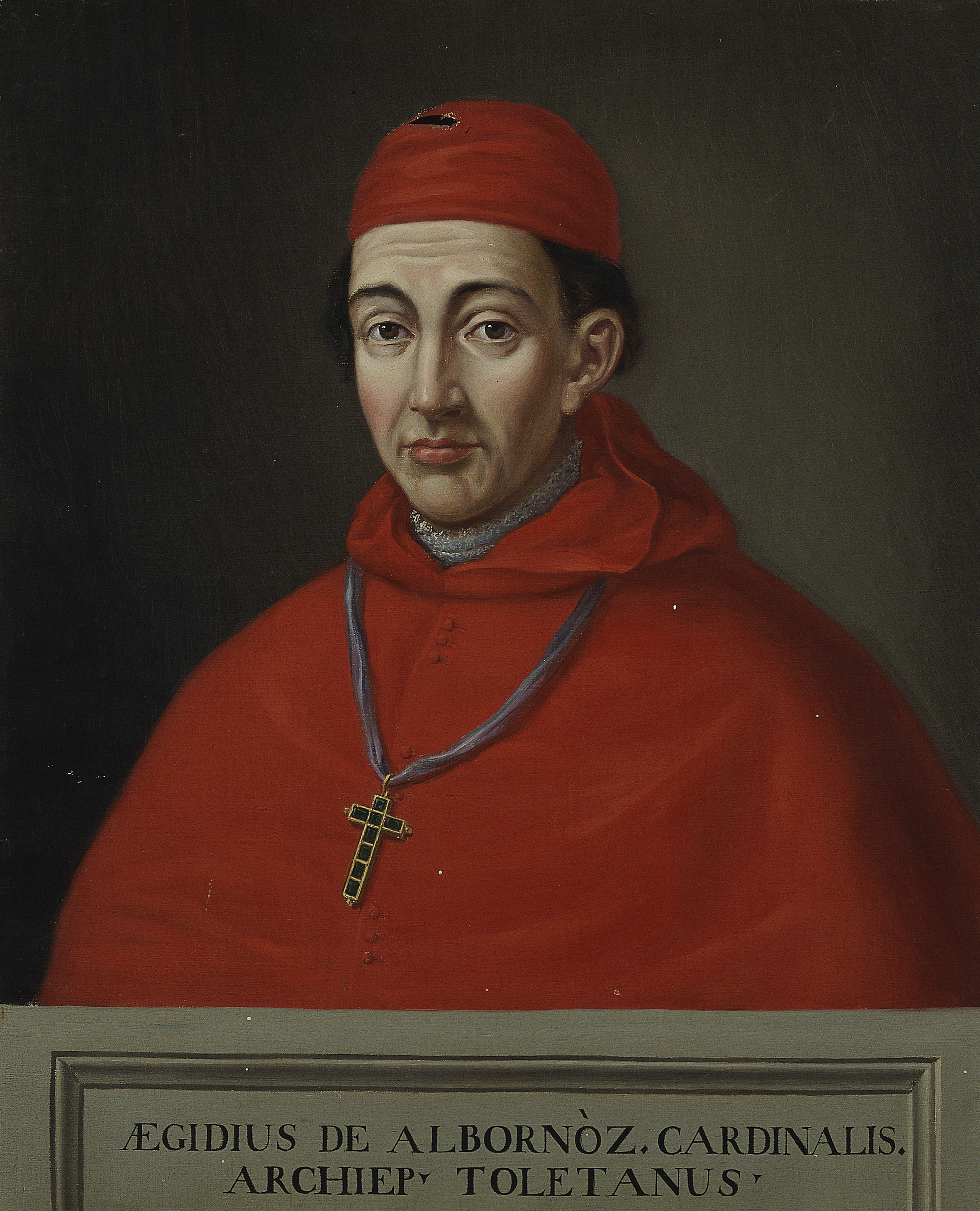
Cardinal Egidio Albornoz qui ordonna l’assainissement du marais de Senigallia et le renforcement du fort (musée du Prado).

Senigallia (connue à l’époque sous le nom de Sinigaglia ou Sinigallia) survécut à l’abandon jusqu’à ce que le pape Grégoire XI (dernier pape français) décide pendant sa papauté (1370-1378) de ramener le siège pontifical d’Avignon à Rome.
Il délègue le cardinal Egidio Albornoz à la restauration de l’autorité du pape sur les États pontificaux : ce dernier visite également « le bourg » et décide d’une série de travaux à réaliser, en particulier le début de l’assèchement du marais saumâtre construit à la place des anciennes salines et le renforcement de la forteresse qui était encore une tour de guet utile sur la mer.

### Des Malatesta aux Della Rovere

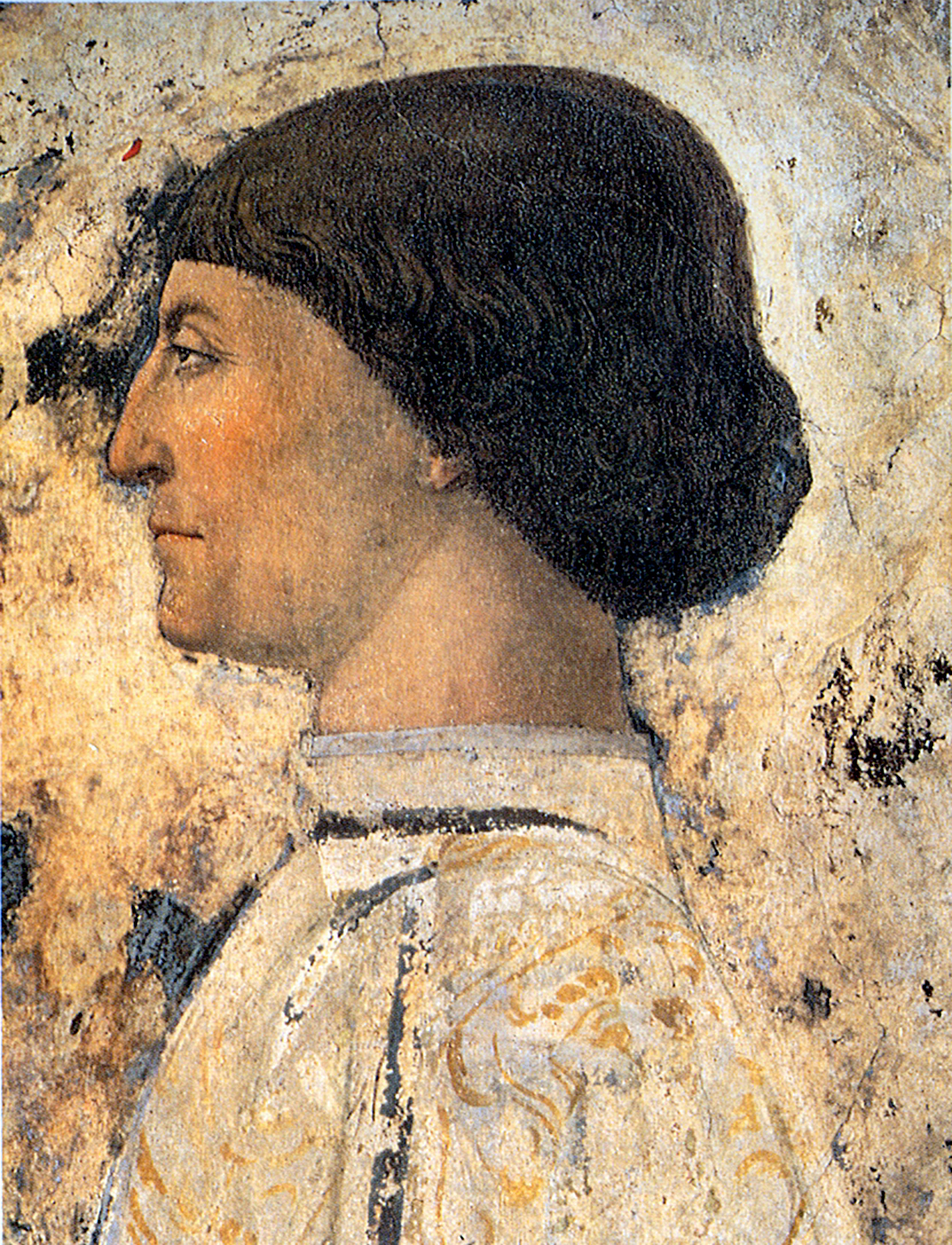
Sigismondo Pandolfo Malatesta par Piero della Francesca

Dans la première moitié du XVe siècle, la ville, qui continuait lentement à se rétablir, devint objet d’intérêt pour la domination de la famille Malatesta de Rimini en raison de sa position stratégique à peu près égale entre Pesaro et Ancône. C'est précisément Sigismond Malatesta qui s’intéressa à Senigallia, au point d’être considéré comme le « refondateur » de la ville.
Il décida de reconstruire les remparts, en suivant en partie l’ancien tracé des murs abattus et en réalisant ainsi une ville fortifiée de forme rectangulaire, selon un projet qui avait comme base le cardo et le decumanus de la ville romaine et la ville du XIIIe siècle, englobant dans les nouvelles défenses le fortin réalisé par Albornoz, qui à partir de ce moment devint le noyau sur lequel sera successivement édifiée la Forteresse Roveresque.

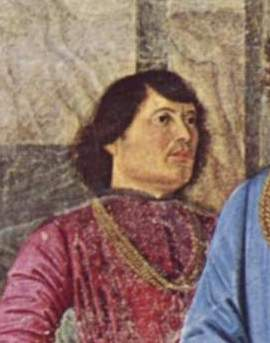
Jean de la Rovere sur la fresque de Melozzo da Forli.

En plus de rénover la ville, il était nécessaire de la repeupler et de la développer, c’est pourquoi Sigismond donna une nouvelle impulsion à l’ancienne foire de la Maddalena et établit des avantages fiscaux pour ceux qui désirèrent s’installer dans la « nouvelle ville ». Ce qui attira beaucoup de gens de toutes les régions d’Italie.
La reconstruction fut cependant si coûteuse qu’elle força Malatesta à contracter des dettes auprès du pape Pie II, qui lui prit la possession de la ville pour la transmettre à Antonio Piccolomini. La nomination au pape de Sixte IV fera transférer le contrôle de Senigallia à Giovanni della Rovere, neveu du pape, qui prit le titre de duc : de ce passage reste encore un signe dans les inscriptions IO DVX IO PRE [Giovanni, duc (de Sora et Arce) et préfet (de Rome)] gravé dans les pierres à l’intérieur de la Forteresse appelée pour cette raison « roveresque ».
Dans les années suivantes, Jean della Rovere épouse Giovanna da Montefeltro, fille du duc Frédéric III de Montefeltro, chef de l’ancienne et prestigieuse famille qui dominait la ville d’Urbino et tout le nord des Marches.

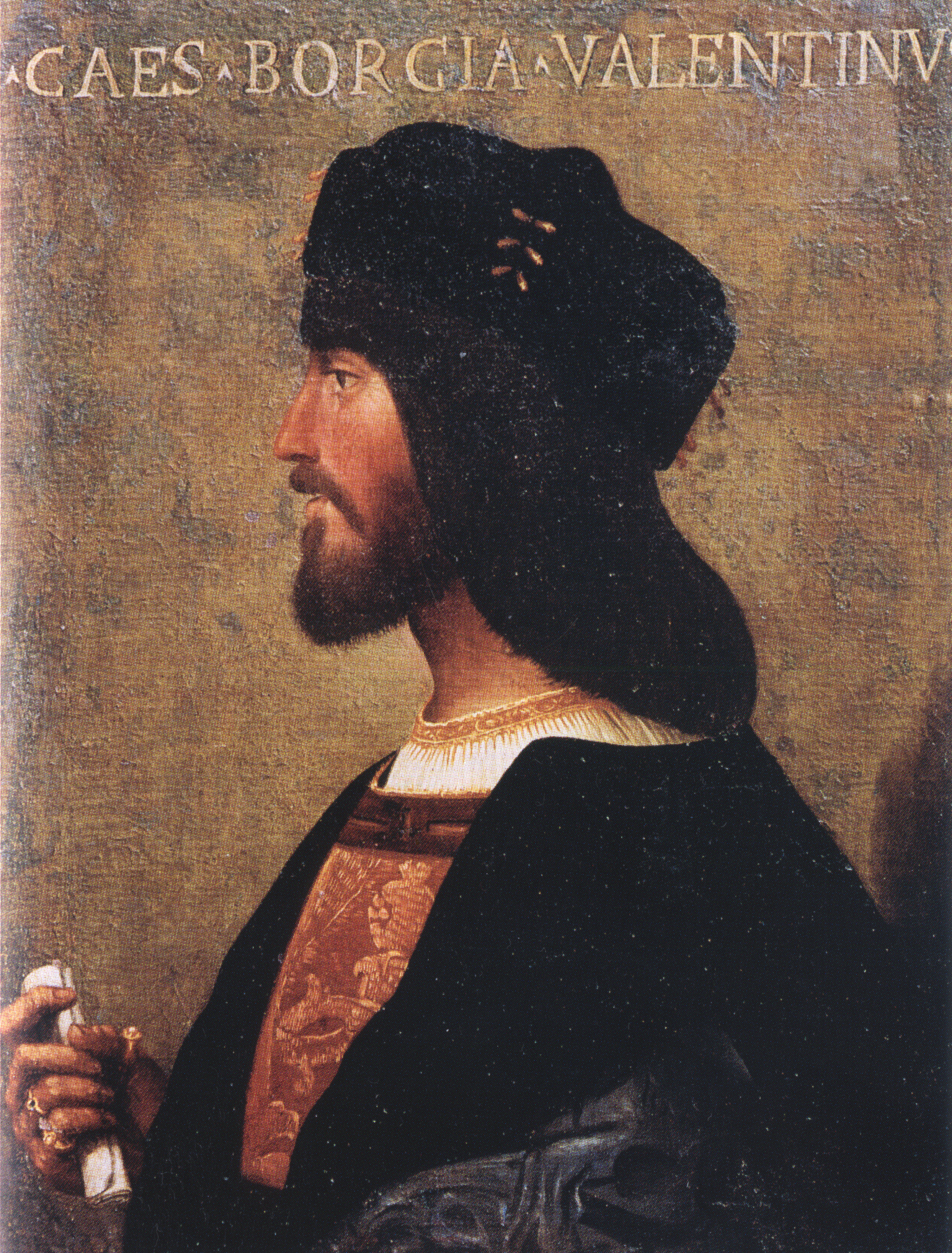
Cesare Borgia peint par Veneto

Jean mourut en 1501 après 27 ans de règne, laissant la ville modernisée, créant un cadastre, agrandissant les murs et donnant vie à la forteresse pour se défendre du côté de la mer et perfectionnant les travaux d’assainissement du marais. Les architectes Gentile Veterani (qui conçut le rivellino), Luciano Laurana (auteur de plusieurs modifications de l’intérieur) et Baccio Pontelli (créateur des quatre tours situées aux coins de la structure) s’occupent de la Forteresse. La forteresse Roveresque fut achevée en 1480 par Baccio Pontelli sous l’influence de Luciano Laurana.
Ce dernier s’engagea également dans la conception d’un nouveau couvent et de l’église de Santa Maria delle Grazie, commencée en 1491.
Au tournant des XVe et XVIe siècles, Senigallia tomba brièvement sous la domination de Cesare Borgia, passé à l’histoire comme le duc de Valentinois, décrit comme un exemple d’homo novus dans Le Prince de Machiavel. En quelques années, secondé par son père le pape Alexandre VI, il réussit à créer un domaine personnel qui allait de l’actuelle Romagne jusqu’à une partie du nord des Marches, devenant de fait une puissance locale.
Célèbre personnage des chroniques historiques de Machiavel, il proposa une rencontre à ses anciens alliés, mais, traîtres et adversaires de la région, ceux qui finirent par se repentir et se concilier, furent priés de venir en ville afin de parvenir à un arrangement stable et pacifique. Et l’affaire se conclut par une vengeance impitoyable (ou selon Paul Jove par un admirable stratagème) connue sous le nom de massacre de Senigallia, dans lequel le Duc fit provisoirement arrêter puis tuer tous ses hôtes par ses armuriers.
L’expérience du Valentinois s’achève en 1503, quand une simple maladie l’empêche de participer aux intrigues pour l’élection du nouveau Pape successeur de son défunt père. Au trône de saint Pierre monta Jules II della Rovere, qui lui enleva les domaines obtenus jusqu’à présent en les rendant à ses parents.

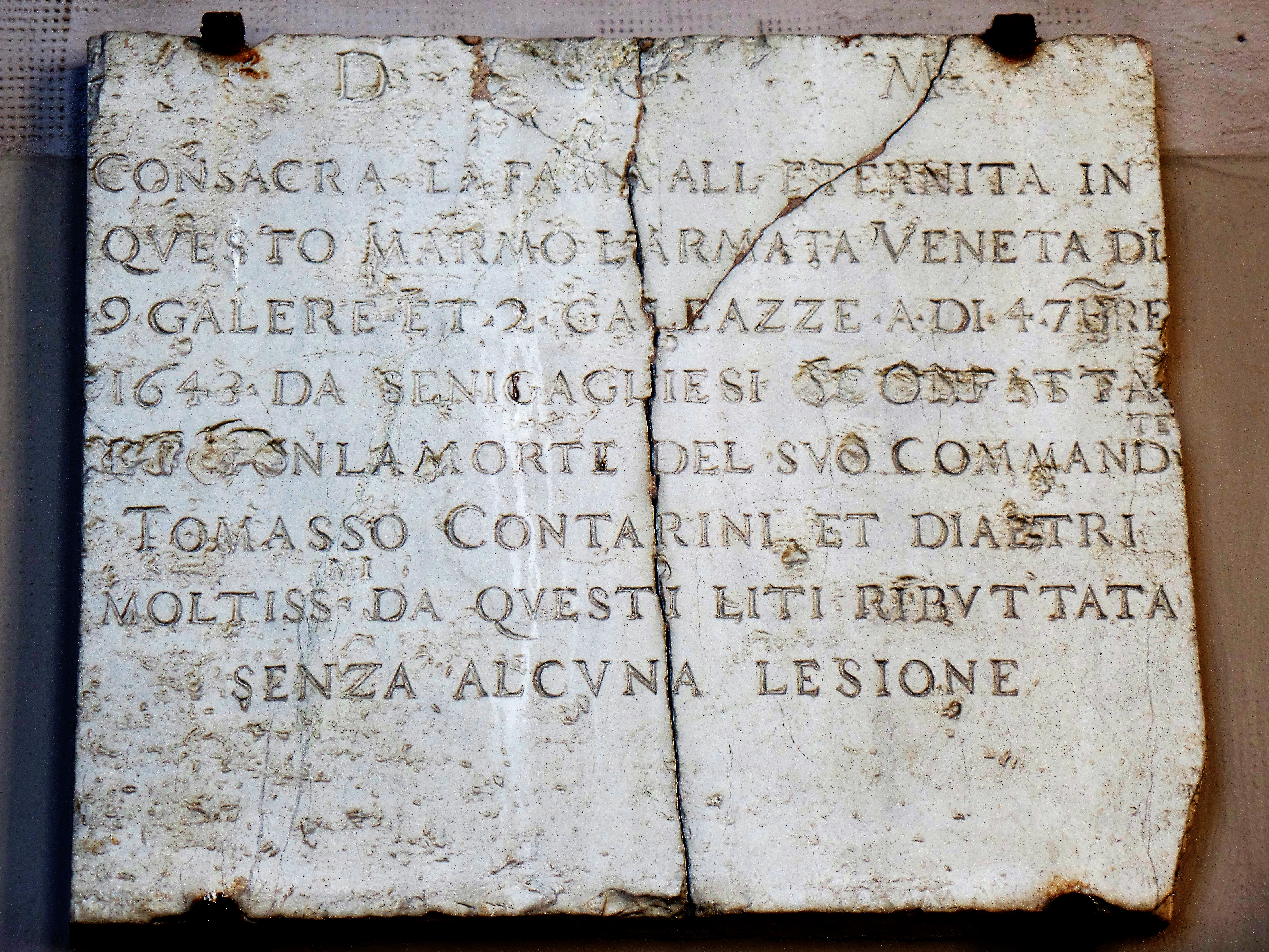
Plaque de la Commune de Senigallia, 1643

En effet, du mariage de Giovanni Della Rovere et Giovanna da Montefeltro était né entre-temps (1490) Francesco Maria I Della Rovere, qui sera adopté par le dernier duc de Montefeltro, Guidobaldo, et il unira les domaines des deux familles en devenant duc d’Urbino en 1508 et Seigneur de Senigallia.
À partir de ce moment, les Della Rovere gouvernèrent le duché d’Urbino (avec Pesaro) et Senigallia jusqu’à la mort du dernier mâle de la dynastie, survenue en 1631 : selon la loi salique, faute d’héritier mâle, le duché fut réintégré dans les domaines directs de la papauté. Le palais ducal, l’hôtel de ville, l’église de la Croix ont été construits et on a inclus dans les murs pentagonaux une partie de la rive gauche de la rivière Misa, c’est-à-dire le quartier du port.
Entre-temps, la foire de la Maddalena, devenue foire franche (parce qu’on ne payait pas de droits de douane), s’était imposée comme l’une des foires les plus importantes du pays, avec des échanges de marchandises provenant de tous les coins de la Méditerranée.

### XVIIIesiècle
Au XVIIIe siècle, la Foire avait ainsi pris le dessus dans les activités commerciales de la ville (il y avait 14 consulats étrangers pour protéger les intérêts des marchands) qu’il a fallu pourvoir à un premier agrandissement de la ville, en abattant le tronçon des murs qui longeaient la rive droite du fleuve Misa, afin de réaliser les premiers portiques, dédiés au cardinal Luigi Ercolani qui suivit les travaux.
À ce premier agrandissement, jugé insuffisant, suivit, au XVIIIe siècle, un autre qui a vu la construction de la dernière partie du centre historique pour arriver à la configuration actuelle jusqu’à la caserne actuelle de la police d’État, et des arcades le long du fleuve (qui se poursuivirent jusqu’au pont près de la nouvelle cathédrale Saint-Pierre apôtre, commencée en 1762) jusqu’à l’actuelle avenue Leopardi.
Le projet prévoyait également l’extension des murs sur la rive gauche du fleuve et la réalisation de nouveaux blocs urbains et du nouveau portique sur toute la rive gauche du Misa, Mais étant donné le coût excessif de toutes ces interventions, il a été décidé de les réduire.
Sur l’un des remparts vers le sud, agrandi par les travaux d’agrandissement, fut réalisé le théâtre de la ville La Fenice, homonyme du plus célèbre théâtre vénitien.
Il est à noter que dans un premier temps, il a été envisagé d’agrandir la ville « en l’étirant » vers Ancône, mais l’idée a été rejetée : il aura une mise en œuvre avec l’expansion de la ville après le tremblement de terre de 1930.

### XIXesiècleet l'unification de l'Italie

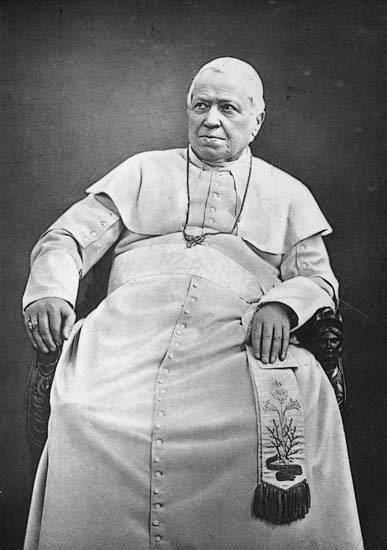
Pie IX Mastai Ferretti

Les années des XVIIIe et XIXe siècles virent la domination napoléonienne en Italie et la restauration ultérieure du pouvoir pontifical, mais virent aussi la naissance du rejeton de la noble famille locale Mastai Ferretti, le jeune Jean-Marie qui passa à l’histoire comme pape Pie IX, Bienheureux depuis le 3 septembre 2000, et dernier roi des États pontificaux. Monté au trône pontifical en 1846, son pontificat dura 32 ans et fut le plus long de l’histoire après celui qui est traditionnellement reconnu à Pierre apôtre.
C’est précisément dans les années des XVIIIe et XIXe siècles que commence la crise de la « Foire franche », causée par de multiples facteurs : le déplacement toujours plus important des principaux commerces dans l’Atlantique, avec pour conséquence une baisse considérable des échanges (le blocus continental économique mis en place par Napoléon pour « vaincre » économiquement l’Empire britannique) fut également opérationnel, le passage d’épidémies et l’enfouissement progressif du lit de la rivière.
Pour se rendre compte de l’impact de ce dernier, il suffit de penser qu’à l’époque le quai était proche de l’actuel Forum Annonario, qui a été réalisé précisément dans ces années, soit environ 500 mètres de la pointe du quai actuel.
L’importance de la foire pour Senigallia et pour les senigalliesi est démontrée par la saison théâtrale de cette époque, qui coïncidait avec la période de la foire pour la promouvoir et « l’encourager ».
En effet, la saison du théâtre La Fenice était très connue et de nombreux artistes illustres ont présenté des œuvres aussi connues.
Avec l’Unité d’Italie, Senigallia (avec Monterado, Castel Colonna et Ripe) ne fut pas réintégrée dans la nouvelle province de Pesaro et Urbino (comme la quasi-totalité de la délégation apostolique d’Urbino et Pesaro dont elle faisait partie) mais dans la province d’Ancône.
Mais pour Senigallia, l’unité nationale entraîna aussi la perte définitive de la Foire Franche (officiellement en 1869, mais déjà en déclin depuis de nombreuses années), supplantée par le tourisme comme activité économique dominante :
Senigallia fut parmi les premières villes à se promouvoir au niveau national et international comme lieu de loisirs et de repos, profitant de la plage qui, quelques années plus tard, sera surnommée plage de velours (spiaggia di Velluto) et qui est encore le symbole touristique de la Ville.
En 1853, fut réalisé le premier établissement balnéaire qui, de fait, donna le départ à l’histoire touristique de la ville de Senigallia, à laquelle on associait la saison théâtrale.

### XXesiècle
Au tournant des XIXe et XXe siècles, Senigallia avait donc déjà une importante valeur touristique qui augmenta dans les années suivantes : symbole de ce phénomène (en plus de l’activité du théâtre La Fenice, doté d’une scène de dimensions similaires à celle de la Scala)
Ce furent l’Établissement Bagni (aujourd’hui abandonné) et la Rotonda a Mare, autrefois piloté devant l’Etablissement Bagni à son usage propre et réédifié dans sa position actuelle en béton armé en 1933 après le tremblement de terre de 1930.
La confirmation du rôle important que la ville avait assumé dans le domaine touristique, en 1928, Senigallia avec Cortina d’Ampezzo fut reconnue comme siège de la première Entreprise autonome de séjour et de soins d’Italie.
Entre-temps, la ville continuait à se développer urbanistiquement avec les premiers quartiers populaires hors les murs et, signe des temps de paix, il fut décidé d’enterrer l’ancien fossé extérieur qui existait encore tout autour de la ville et aussi du canal appelé Penna, situé là où passe aujourd’hui l’avenue IV Novembre et qui jusque-là avait servi à réguler le flux des inondations qui submergeait la ville : celles-ci avaient considérablement diminué en nombre avec l’élargissement et l’endiguement de la rivière comme nous le voyons aujourd’hui, dans les années 1920 et 1920.
C’est dans cette situation que Senigallia fut frappée par un très fort tremblement de terre le 30 octobre 1930, dont les dommages furent importants notamment pour la ville : le théâtre subit de graves dommages, l’ancien séminaire épiscopal dut être démoli et transféré hors de la ville, un couvent de religieuses cloîtrées (où historiquement a eu lieu le célèbre massacre du duc Valentino) fut complètement démoli pour faire place à l’actuelle école primaire G. Pascoli, Porta Saffi (située au début du Cours II Juin) a été démolie en ouvrant visuellement le Corso au reste de la ville en dehors des murs.
De manière générale, toute la ville subit des dommages de sorte qu’il fallut réduire la hauteur de presque tous les bâtiments du centre historique actuel et d’en changer radicalement la morphologie.
L’événement sismique eut comme autre conséquence l’ouverture de la ville à l’extérieur, avec l’urbanisation de la zone au sud des murs historiques jusqu’à la nouvelle église du Portone Santa Maria della Neve, la construction des quartiers populaires le long de la route nationale 16 Adriatique et de l’actuelle I.A.C.P. et en général la construction de villas supplémentaires dans la zone faisant face à la mer, dans le style Art Nouveau qui était en vogue dans ces années.
L’ouverture de la ville à l’extérieur rendit encore plus claire la vogue touristique qui prenait la ville, et pourtant il maintenait une zone portuaire dédiée à la pêche, avec la cimenterie.
Les événements de guerre de la Première et de la Seconde Guerre mondiale ont heureusement laissé peu de signes dans la ville : les impacts de balles qui se trouvent au Forum Annonario, la démolition et la reconstruction des principaux ponts de la ville.
Par la suite la ville traversa une forte période de croissance et le signe de la reprise fut le retour du tourisme.
Encore dans les années cinquante et soixante, Senigallia rivalisait avec Rimini comme principal centre balnéaire national, auquel s’associait la saison des sports mécaniques et des spectacles.
Pendant ce temps, la ville continua son expansion vers le nord et le sud, en suivant la ligne de côte, et vers l’arrière-pays jusqu’à ce qu’elle franchisse la ligne de l’autoroute.

### Nouveau millénaire
Les dernières années ont vu des événements urbanistiques historiques pour la ville : l’agrandissement du port de plaisance vers la mer et sa séparation définitive du lit de la rivière qui, depuis la fondation de la ville, en avait été le port et la démolition de l’immense complexe de bâtiments qui constituaient l’ancienne cimenterie d’Italcementi, toujours dans la zone du port de la ville.

## Économie
Parmi les principales ressources, il y a le secteur touristique lié à l’activité balnéaire, la commune depuis 1997 se vante sans interruption du Drapeau Bleu, reconnaissance conférée par la FEE aux meilleures villes côtières européennes.
Senigallia est la localité la plus visitée de la région : 183.589 touristes y ont séjourné en 2017, et le nombre total de touristes s’élève à 1.147.822

## Culture

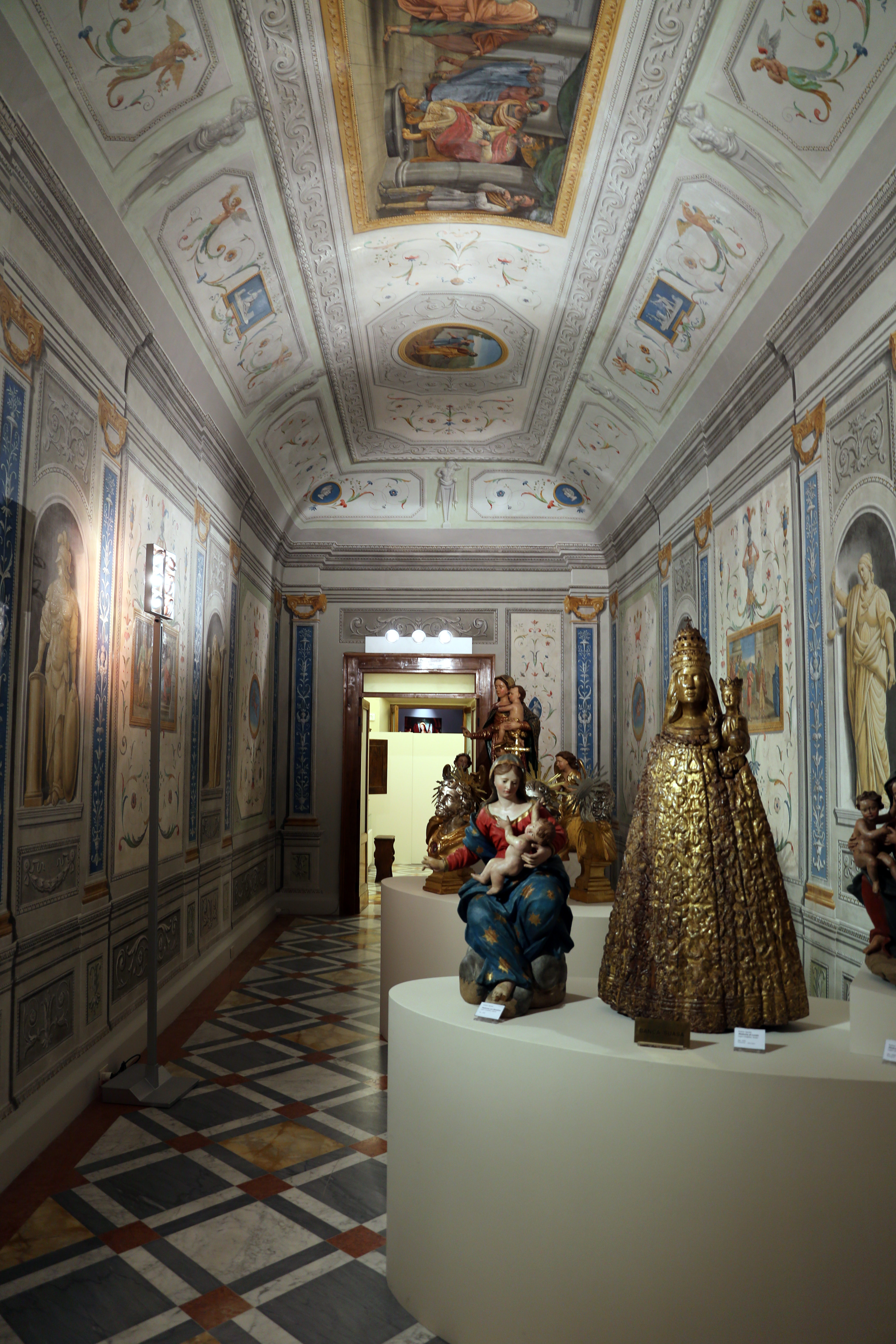
Pinacothèque diocésaine de Senigallia

### Musées
- Musée d’art moderne, d’information et de photographie
- Musée d’histoire du métayage « Sergio Anselmi », cloître des Grâces
- Palazzo Mastai - Musée Pie IX. La famille Mastai y vécut jusqu’au début du XXe siècle, et c’est ici que naquit Pie IX. Le salon de la fin du XVIIe siècle est décoré de toiles, de coffres peints et de précieux meubles d’époque, auxquels s’ajoutent des reliques familiales et personnelles du pape.
- Pinacothèque diocésaine d’art sacré. Ouverte depuis le 16 mai 1992, la pinacothèque abrite de nombreux exemples d’art sacré datant du XVIe au XIXe siècle. Trois toiles de Federico Barocci et des œuvres d’Andrea Lilli, quatre de Claudio Ridolfi, Giovanni Anastasi, Johann Friedrich Overbeck, Masteletta...
- Musée du Jouet Antique (Senigallia) Collection Turchi Schiavoni Palazzo Monti Malvezzi

### Peinture

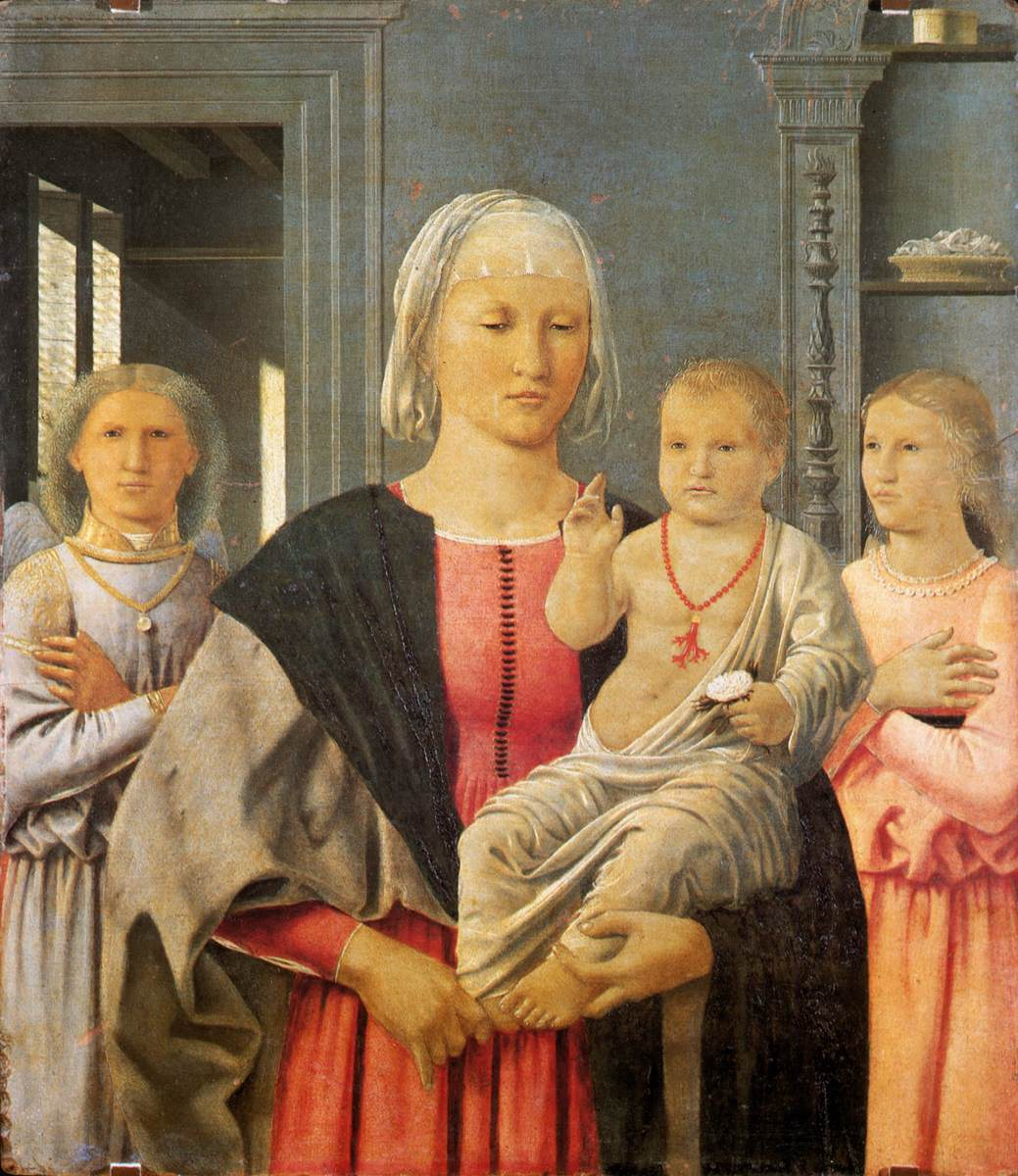
Madone de Senigallia de Piero della Francesca, Musée national delle Marche à Urbino.

Au monastère dit delle Grazie, pendant des siècles a été tenu le célèbre tableau Notre-Dame de Senigallia de Piero della Francesca, l’un des principaux chefs-d’œuvre de la Renaissance italienne, jusqu’à son transfert définitif au musée du Palais Ducal d'Urbino en 1917.
Une copie de l’œuvre se trouve encore à l’intérieur de l’église.
Dans l'église Saint-Martin, l'on peut admirer la Vierge à l'Enfant  et la Sainte Anne du Guerchin

### Théâtre
- Dans la ville se trouve, dans le centre historique, le théâtre La Fenice. Construit en 1830, il a acquis son nom actuel lorsqu’il a été reconstruit après qu’un incendie l’ait complètement détruit en 1838. Les dimensions de la scène étaient comparables à celles du théâtre vénitien du même nom et plus illustre. Inutilisé depuis le tremblement de terre de 1930, il a été entièrement reconstruit à la fin du XXe siècle.
- Le Teatro Fatati est l’un des plus petits Théâtres des Marches. Dédié à la famille noble d’Ancône Fatati en mémoire de la dernière représentante Luisa vécue au siècle dernier dont le musée conserve d’importantes reliques, le petit théâtre est situé dans les écuries de l’ancien palais du XVIIIe siècle Monti Malvezzi, Le Théâtre se trouve à l’intérieur du Musée du Jouet Antique collection Turchi Schiavoni. Note historique : ici, en 1728, a été mis en place le premier théâtre privé de la ville par la famille Monti. De nombreux artistes de renommée internationale ont joué au Teatro Fatati parmi d’autres le claveciniste Ennio Cominetti et les guitaristes Dodi Battaglia Maurizio Di Fulvio Giuseppe Continenza Josep Manzano.

### Bibliothèque
Dans la ville, il y a quatre bibliothèques : la bibliothèque municipale Antonelliana (la plus grande et la plus importante), la bibliothèque du séminaire épiscopal, la bibliothèque diocésaine Mastai Ferretti (avec un riche patrimoine d’histoire locale de tout le diocèse de Senigallia) et la bibliothèque Luca Orciari, cette dernière unique à ne pas être dans le centre historique mais à la périphérie, est en effet située dans la fraction Marzocca.

## Monuments et patrimoine

### Architecture Roveresque
Le monument le plus important de Senigallia est la Rocca Roveresca.

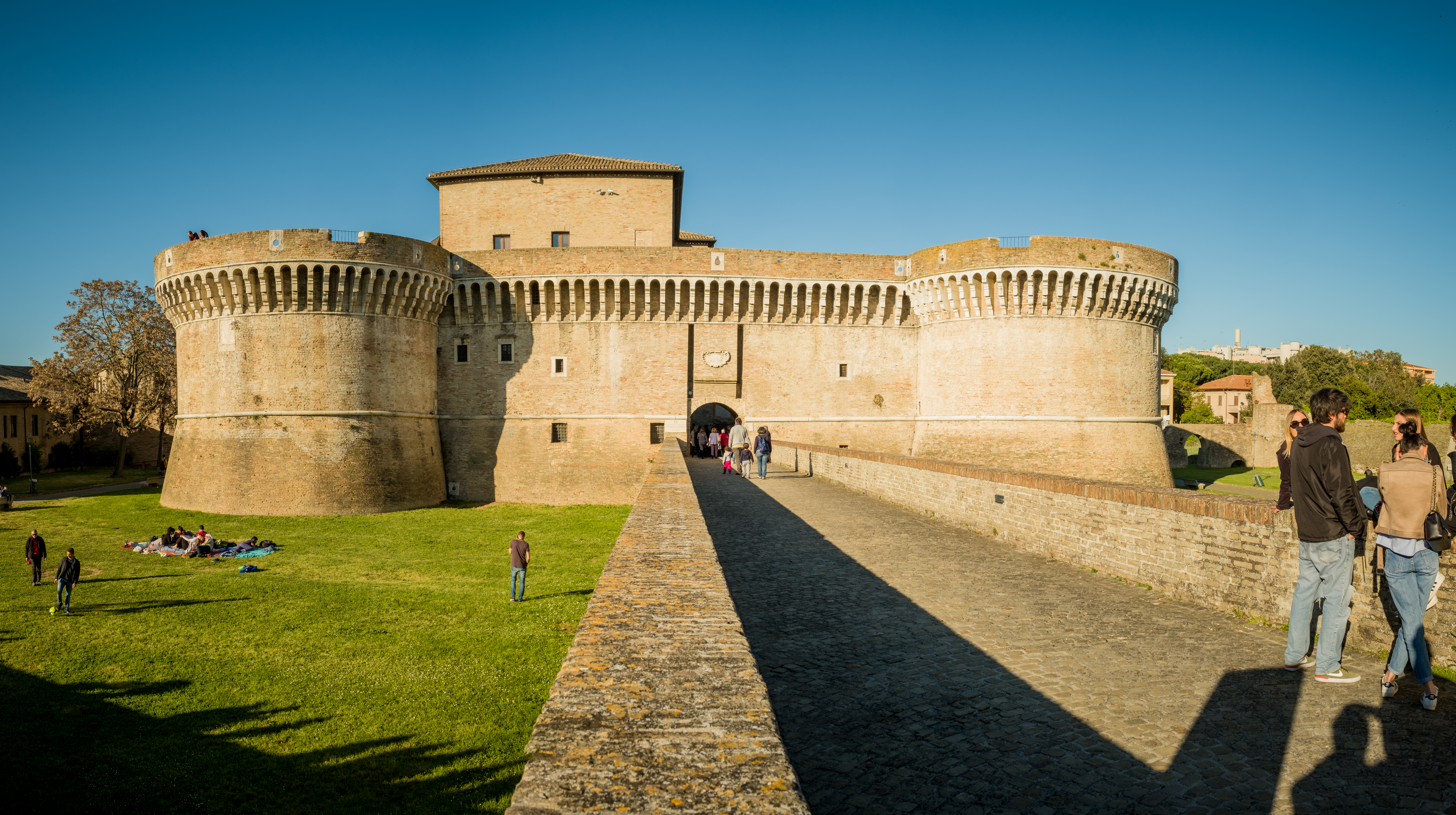
La Forteresse Roveresque

D'autres monuments de l'époque de la famille Della Rovere (1474-1631) sont remarquables :
- L'église et couvent Sainte-Marie-des-Grâces
- Le palais du Duc,
- Le palais Baviera,
- La fontaine des Canards,
- Le palais communal,
- L'église de la Croix.

### Architectures desXVIIIeetXIXesiècles
- La cathédrale,
- Les arcades Ercolani,
- Le Foro Annonario,
- L'église Saint-Martin
- L'église Sainte-Madeleine,
- L'église dell'Assunta,
- La porte Lambertina,
- La porte Madeleine.

En outre à Senigallia se trouvent le palais Mastai, résidence des comtes Mastai Ferretti, dans lequel naquit le pape Pie IX, et l'aire archéologique La Fenice. 

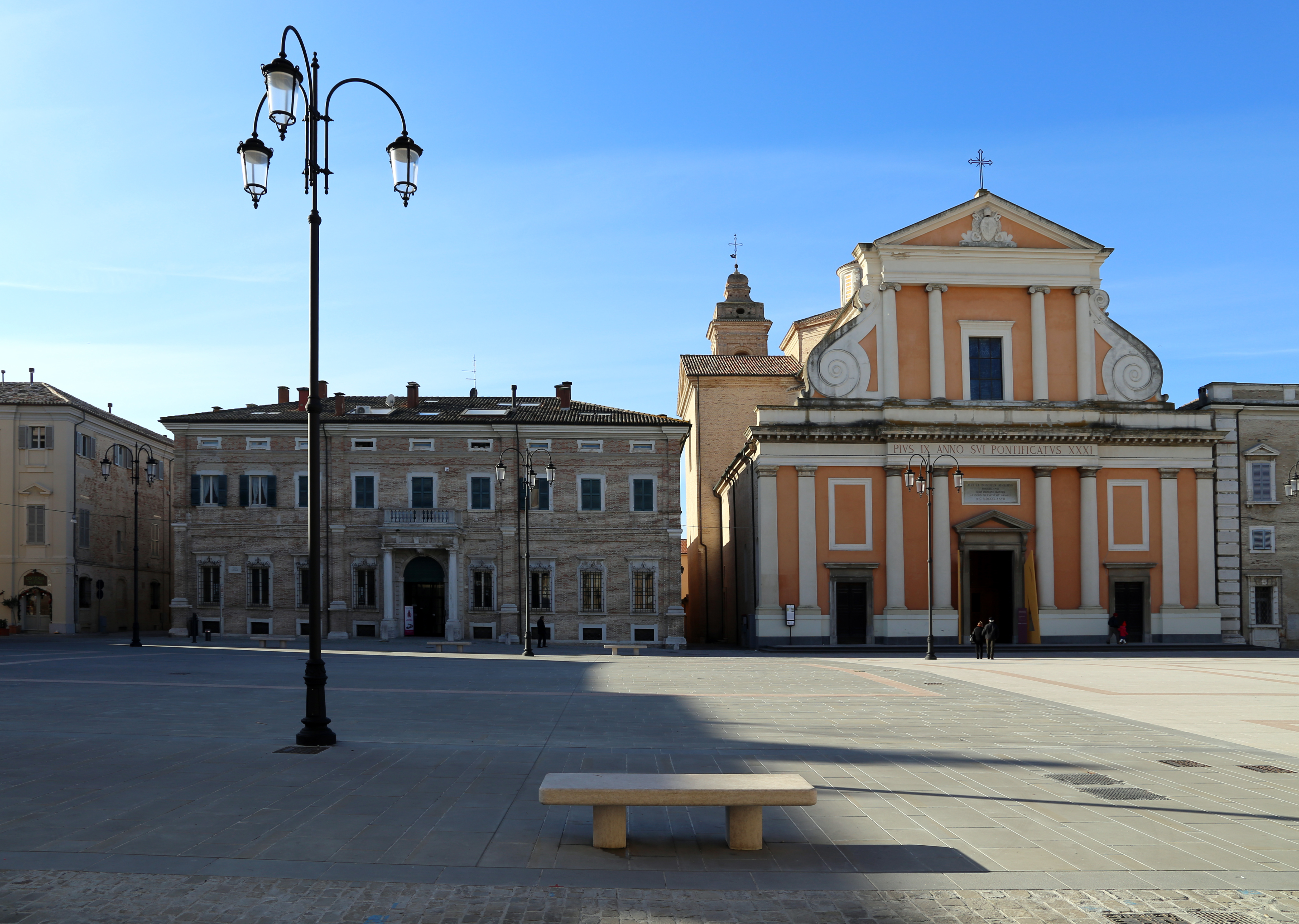
Cathédrale (Duomo) de Senigallia, place Garibaldi
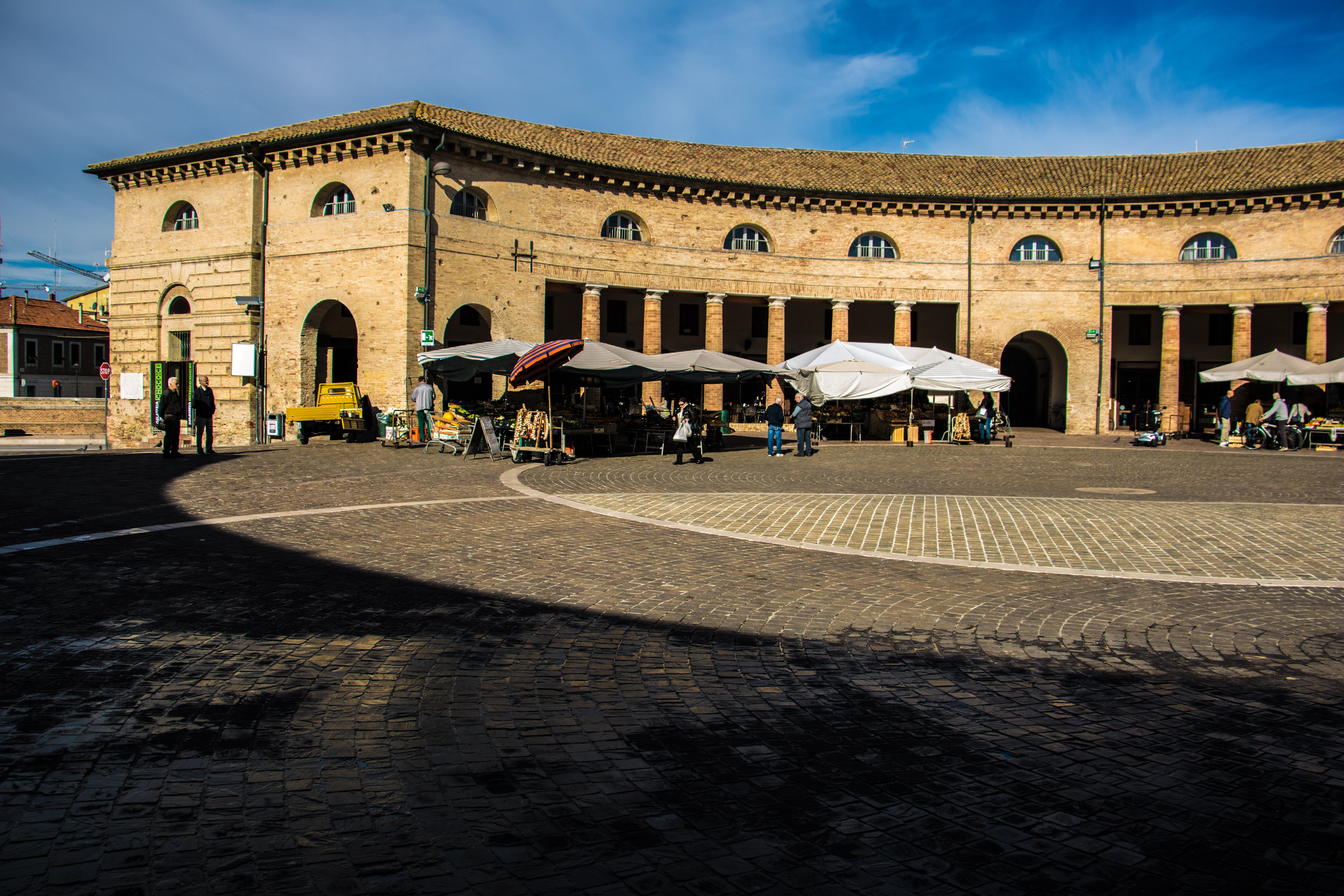
Forum Annonario
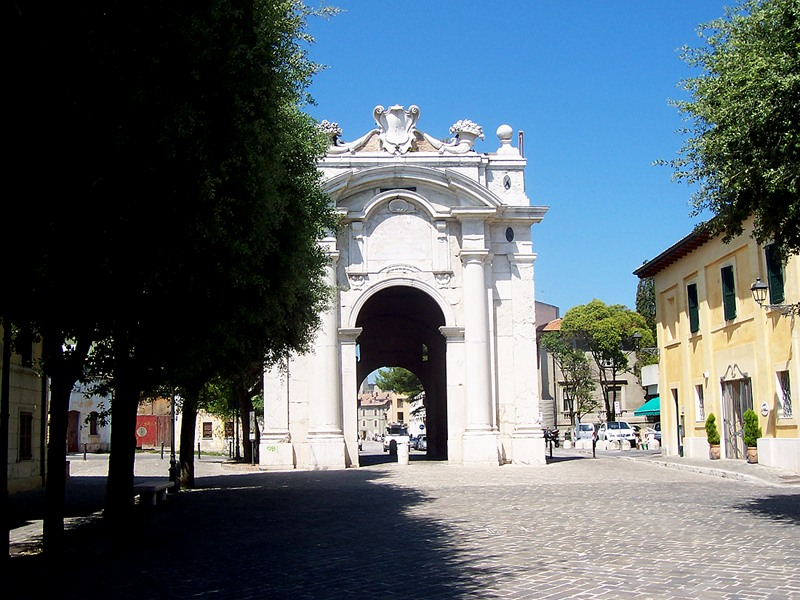
Porte Lambertina

Parmi les architectures modernes, il faut remarquer la Rotonda a mare de l'année 1933 :

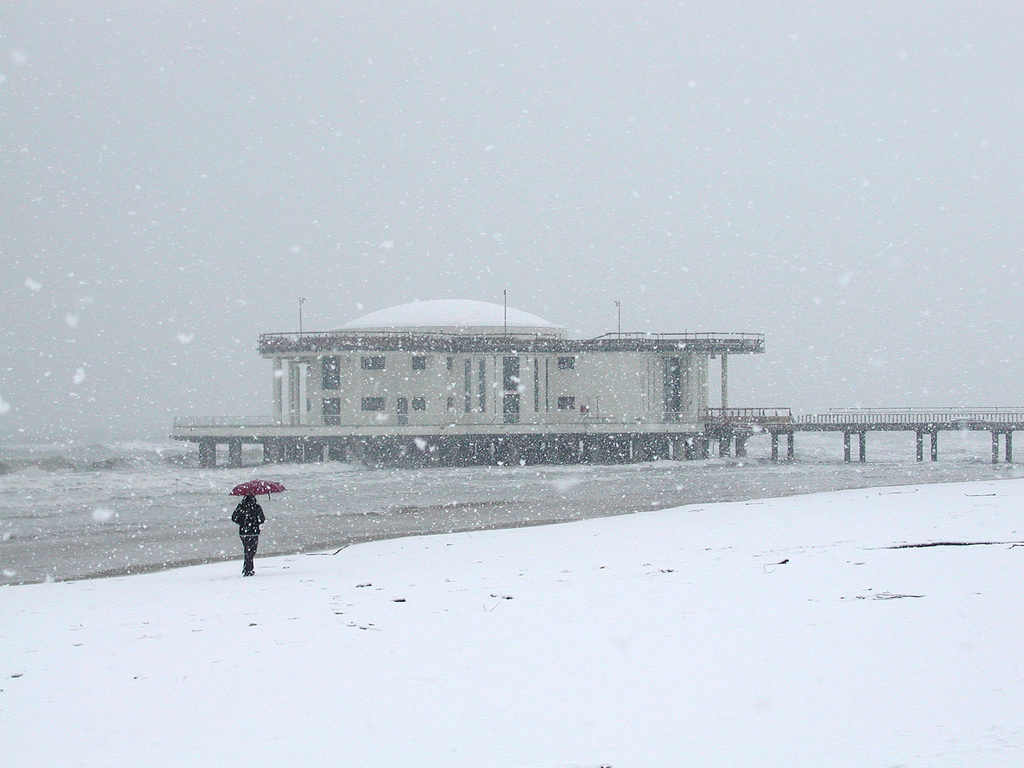
La Rotonda a Mare sous la neige
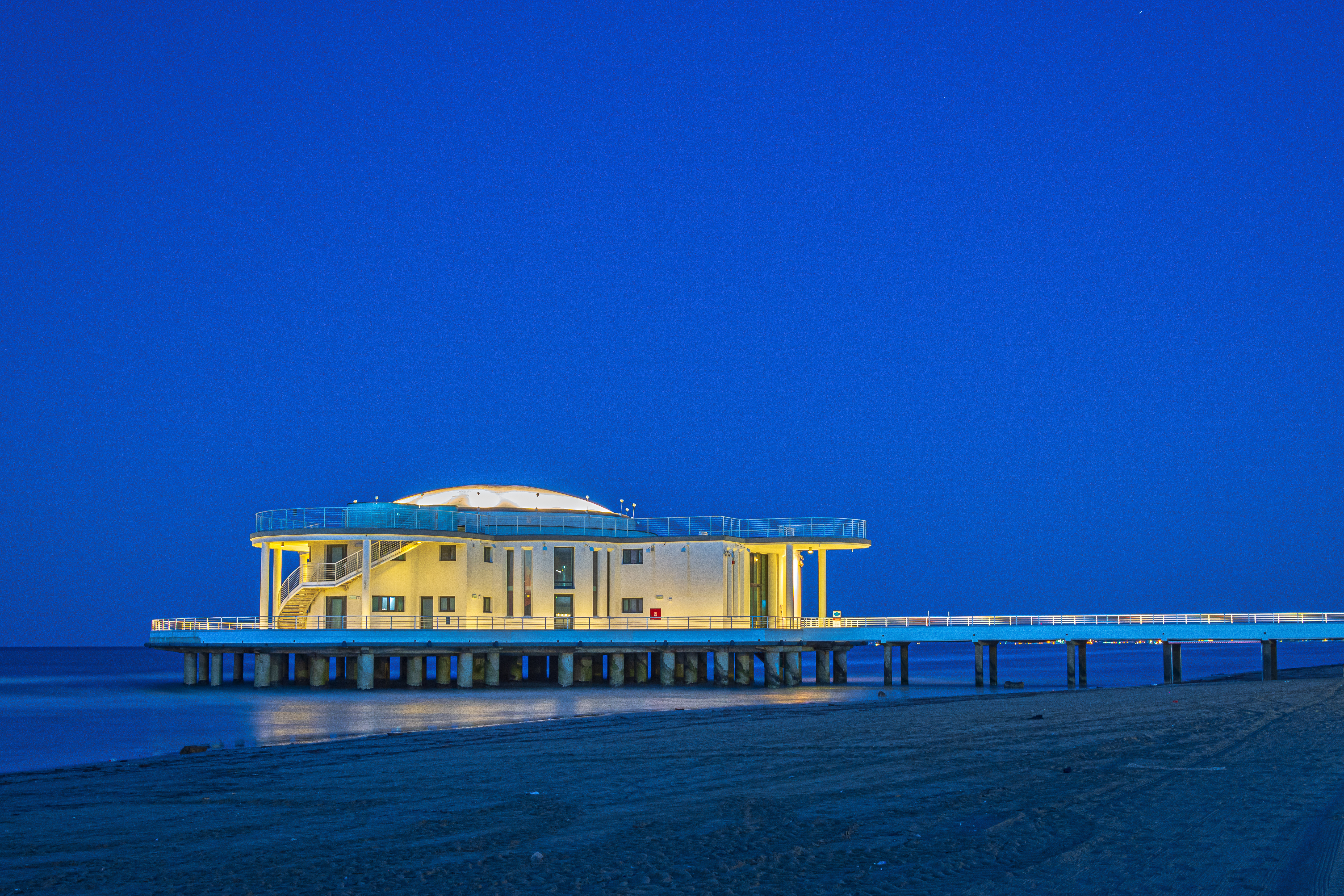
La Rotonda a Mare dans le bleu.
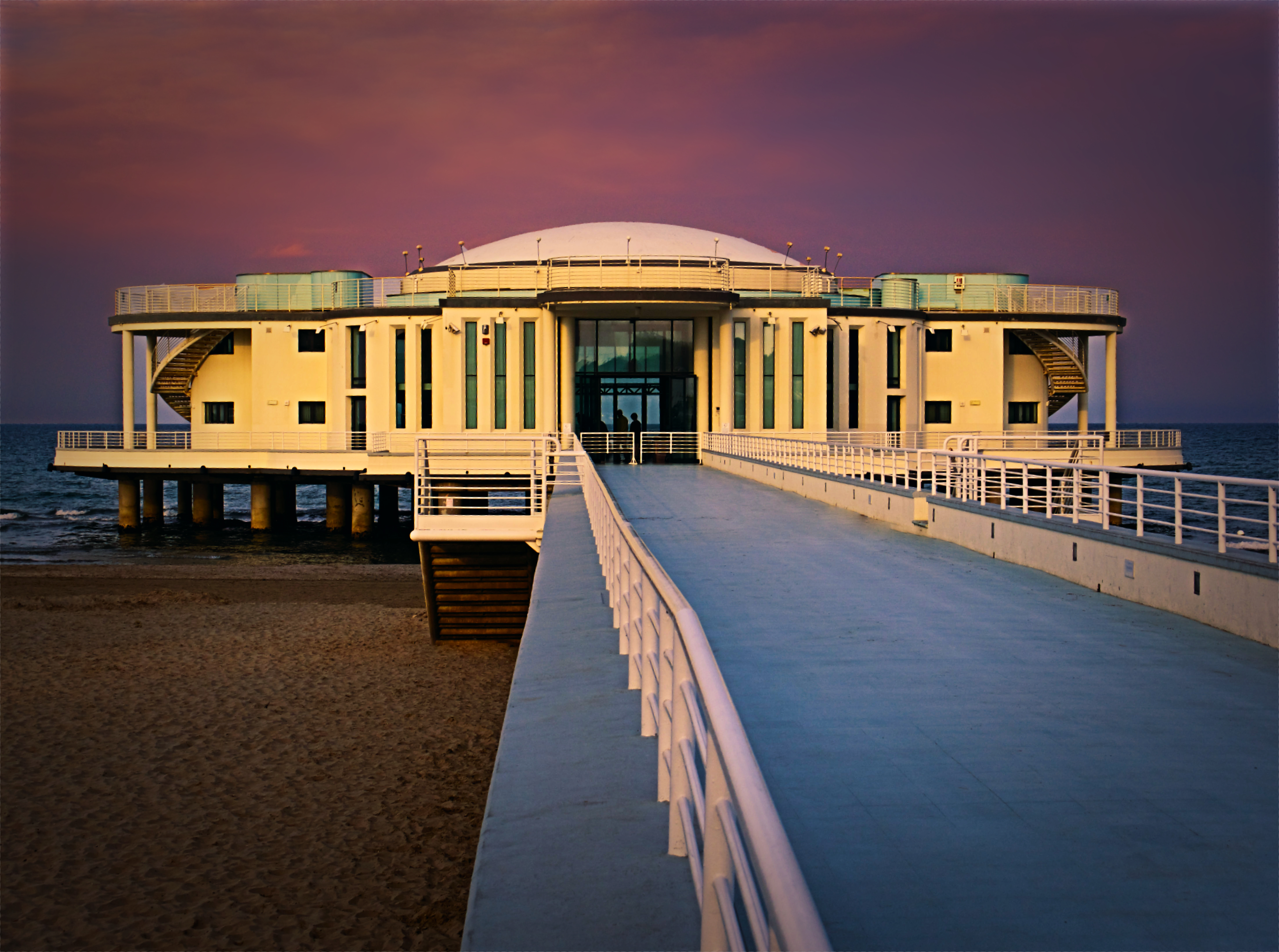
La Rotonda a Mare

### Hameaux
Bettolelle ; Borgo Bicchia ; Borgo Catena ; Borgo Coltellone ; Borgo Passera ; Brugnetto ; Cannella ; Castellaro ; Cesanella ; Cesano ; Ciarnin ; Filetto ; Gabriella ; Grottino ; Mandriola ; Marzocca ; Montignano ; Roncitelli ; Sant’Angelo ; San Silvestro ; Scapezzano ; Vallone

### Communes limitrophes
Belvedere Ostrense, Mondolfo (PU), Monte San Vito, Montemarciano, Morro d'Alba, Ostra, Trecastelli

## Personnalités liées à Senigallia
- Brennus (vers -420- vers -380), roi gaulois qui fait entrer Senigallia dans l'histoire
- Manfred Ier de Sicile (1231-1266), empereur de Sicile qui détruisit la ville
- Vitelozzo Vitelli (1458-1502) un des plus talentueux Condottiere de la Renaissance
- Giovanna della Rovere (1463-1514), fille du Duc d'Urbino qui embellit la ville
- Francesco Arsilli (1470-1540), médecin, poète
- Cesare Borgia (1475-1507), prince italien qui s'empare de Senigallia, 1502
- Grazia Mendes (Nassi, 1510-1569), puissante négociante et armatrice en Méditerranée, elle installa à Senigallia et Pesaro les familles juives persécutées à Ancone après l'auto-da-fé de 1556
- Alexandrine de Bleschamp (1778-1855), princesse de Canino, épouse de Lucien Bonaparte, s'installe avec ses enfants à Senigallia après l'Empire
- Angelica Catalani (1779-1849), cantatrice
- Pie IX (1792-1878), pape
- Josefa Ruiz García (1803-1850) mezzo-soprano Espagnole, en tournée le rôle de Giuletta à l'opéra de Senigallia, La Fenice en 1834
- Gaetano Bedini (15 mai 1806), cardinal et diplomate Italien.
- Maria Malibran (1808-1836) mezzo-soprano en tournée à Senigallia en 1834 (La Somnanbula)
- Alfredo Panzini (1863-1939), écrivain italien.
- Le Maestre di Senigallia, dix maitresses d'école de Senigallia, premières femmes italiennes à obtenir le droit de vote en 1906 à la suite de l'appel de Maria Montessori
- Giuseppe Cavalli (1904-1961), photographe
- Feruccio Ferronni (1920-2007), avocat, photographe
- Mario Giacomelli (1925-2000), typographe, photographe
- Sergio Anselmi, (1924-2003) historien et académicien.

## Jumelages
- Chester (Angleterre)
- Sens (France)
- Lörrach (Allemagne)